# NGC 777
NGC 777 ist eine elliptische Galaxie mit aktivem Galaxienkern vom Hubble-Typ E1 im Sternbild Triangulum am Nordsternhimmel.  Sie ist schätzungsweise 230 Millionen Lichtjahre von der Milchstraße entfernt und hat einen Durchmesser von etwa 170.000 Lj.
Gemeinsam mit zwölf anderen Galaxien bildet sie die NGC 777-Gruppe (LGG 42).
Das Objekt wurde am 12. September 1784 vom deutsch-britischen Astronomen Wilhelm Herschel entdeckt.

## NGC 777-Gruppe (LGG 42)
| Galaxie  | Alternativname | Entfernung/Mio. Lj |
| -------- | -------------- | ------------------ |
| NGC 777  | PGC 7584       | 230                |
| NGC 750  | PGC 7369       | 237                |
| NGC 751  | PGC 7370       | 237                |
| NGC 761  | PGC 7395       | 230                |
| NGC 783  | PGC 7657       | 237                |
| NGC 785  | PGC 7694       | 228                |
| NGC 789  | PGC 7760       | 241                |
| PGC 7304 | MCG +5-5-29    | 241                |
| PGC 7967 | UGC 1577       | 241                |
| PGC 8215 | UGC 1641       | 229                |
| PGC 8393 | UGC 1682       | 228                |
| PGC 7545 | UGC 1470       | 236                |
| PGC 7674 | UGC 1503       | 233                |